# Бодой, Борис Иванович
Борис Иванович Бодой (09.11.1928 — ?) — мастер Кишинёвской ТЭЦ Министерства энергетики и электрификации СССР, Молдавская ССР, Герой Социалистического Труда (20.04.1971).	
Родился 09.11.1928 в селе Скуляны, ныне Унгенский район Молдавии. Член КПСС с 1950 года.
В 1945—1947 помощник машиниста, в 1947—1951 гг. машинист Кишиневской городской электростанции. В 1951—1955 гг. служил в Советской Армии.
С 1955 года работал на Кишиневской ТЭЦ: мастер, старший мастер, с 1978 заместитель начальника котлотурбинного цеха.
Его рационализаторские предложения, внедренные на ТЭЦ, дали большой экономический эффект. Ударник коммунистического труда, наставник молодёжи.
Депутат Верховного Совета Молдавской ССР 5-го созыва.
Герой Социалистического Труда (20.04.1971). Награжден орденами Ленина и Трудового Красного Знамени.